# 天主教比克教區
天主教比克教區（拉丁語：Dioecesis Vicensis）是西班牙一個羅馬天主教教區，屬塔拉戈納總教區。
教區位於巴塞隆納省西北部。教區成立於5世紀。2010年有教友386,000人，佔轄區總人口94.6%。教區下轄249個堂區，有206名司鐸。現任教區主教為羅曼·卡薩諾瓦·卡薩諾瓦。